# Neoporus lecontei
Neoporus lecontei är en skalbaggsart som beskrevs av Nilsson 2001. Neoporus lecontei ingår i släktet Neoporus och familjen dykare. Inga underarter finns listade i Catalogue of Life.